# Jacqueline Dubut
Jacqueline Dubut (Camus) från Lyon var en fransk pilot som var den första kvinnan att flyga kommersiellt i Frankrike. Bolaget Air Inter var hennes första arbetsgivare, som anställde Dubut att flyga inrikes 1968 när hon var 28 år gammal.  
Dubut utbildade sig till ingenjör vid Ecole Polytechnique Féminine, därefter genomgick hon pilotutbildning vid flygskolan Saint Yan.